# Anna S. Þorvaldsdóttir

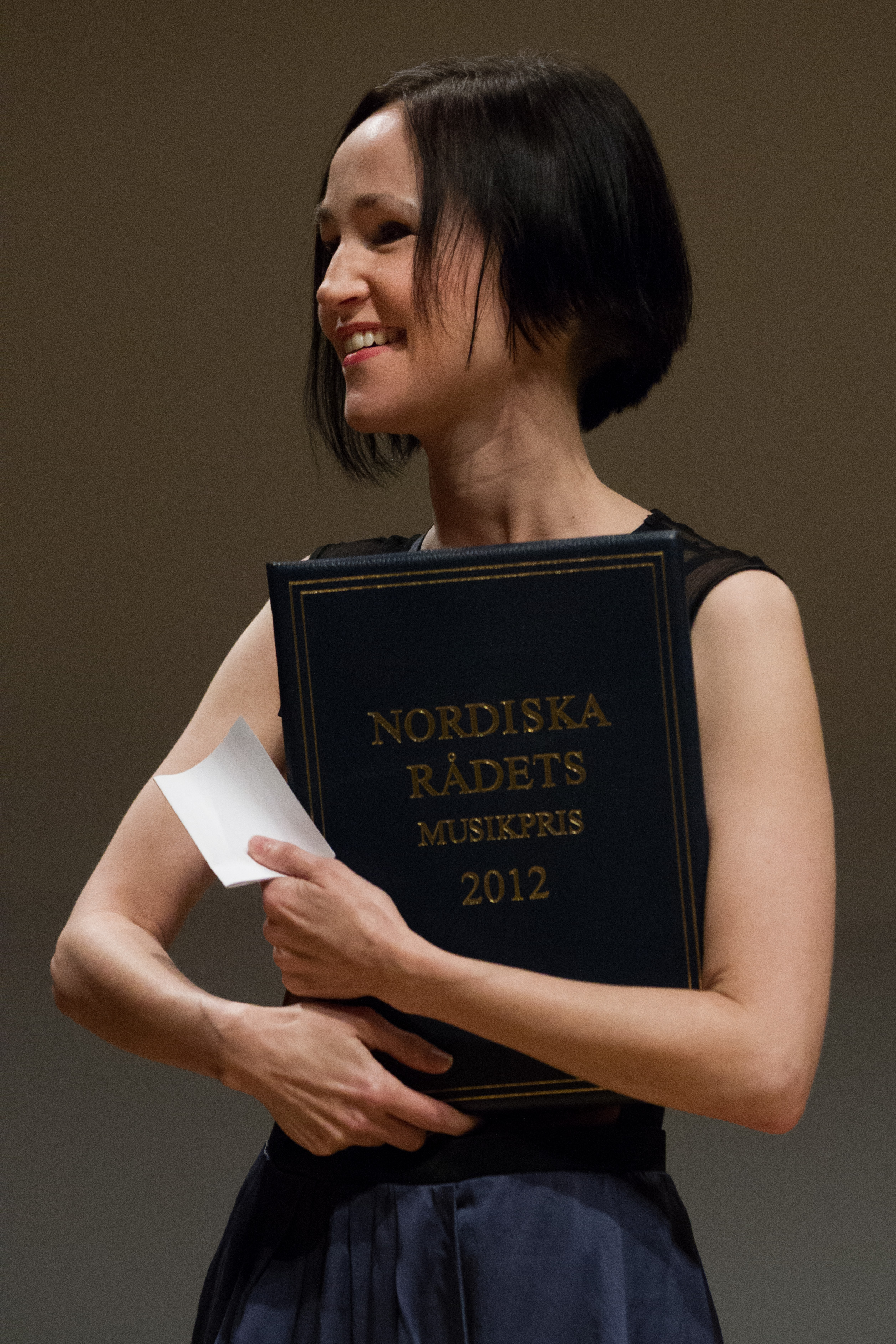
Anna S. Þorvaldsdóttir erhält den Musikpreis des Nordischen Rates, 2012

Anna S. Þorvaldsdóttir, auch Anna Thorvaldsdottir (* 11. Juli 1977 in Reykjavík), ist eine isländische Komponistin und Gewinnerin des Musikpreises des Nordischen Rates 2012.

## Leben und Wirken
Anna Þorvaldsdóttirs Mutter und Tante waren Musiklehrerinnen. Sie begann früh Cello zu spielen und im Alter von 19 Jahren zu komponieren. Sie studierte Komposition an der Musikakademie in Reykjavík und an der University of California, San Diego, wo sie 2011 einen Doktortitel erwarb. Sie schrieb sowohl Werke für Sinfonie- und Kammerorchester als auch die Oper Ur_.
2011 erschien ihr Debütalbum Rhízôma mit dem Orchesterwerk Dreaming, für das sie mit dem Musikpreis des Nordischen Rates ausgezeichnet wurde. 2014 folgte das Album Aerial und 2015 In the Light of Air.

## Auszeichnungen und Ehrungen
- 2021: Ivors Composer Award for Large Scale Composition für Catamorphosis[4]
- 2018: Emerging Artist Award des Lincoln Center und Martin E. Segal Award[5]
- 2015: Kravis Emerging Composer der New Yorker Philharmoniker mit einem Preisgeld von 50.000 US-Dollar und einem Kompositionsauftrag[6][7][8]
- 2012: Musikpreis des Nordischen Rates für ihr Orchesterwerk Dreaming

## Werke

### Orchesterwerke
- shattering – unity / sundrung – eining (2003), für Kammerorchester
- Shatter (2004), für Sinfonieorchester
- Streaming Arhythmia (2007), für Kammerorchester
- Dreymi / Dreaming (2008), für Sinfonieorchester
- Hrim (2009/2010), für Kammerorchester
- Aeriality (2011), für Sinfonieorchester
- Catamorphosis (2020), Auftragswerk der Stiftung Berliner Philharmoniker mit dem Isländischen Sinfonieorchester, New York Philharmoniker und City of Birmingham Symphony Orchestra, gefördert durch die Freunde der Berliner Philharmoniker e. V. Uraufführung am 29. Januar 2021 durch die Berliner Philharmoniker unter Leitung von Kirill Petrenko
- Archora (2022), für Sinfonieorchester. Auftragswerk  des BBC Radio 3, des Los Angeles Philharmonic, der Münchner Philharmoniker, des Orchestre de Paris, des Isländischen Sinfonieorchesters und der Klangspuren Schwaz, Uraufführung am 11. August 2022 durch das BBC Philharmonic unter der Leitung von Eva Ollikainen

### Werke für kleine Besetzungen
- Af djúpri hryggð ákalla ég þig, für 8 Celli
- Breathing (2007), für Bläseroktett
- The color of Words (2008), für Kontrabass und Chor
- Rain (2010) für Sopran, Flöte, Gitarre & Electronilk
- - aura – / – ára - (2011), für 3 Perkussionisten
- Shades of Silence (2012), für Geige, Bratsche, Violoncello & Cembalo
- into – Second Self (2013), für 4 Hörner, 3 Posaunen & 4 Perkussionisten
- Ró (2013), für Bassflöte, Bassklarinette, Piano, Perkussion, 2 Violinen, Bratsche & Violoncello
- In the Light of Air (2013/2014), für Bratsche, Violoncello, Harfe, Piano, Perkussion & Electronik